# Paurocidaris
Paurocidaris is een geslacht van uitgestorven zee-egels, en het typegeslacht van de familie Paurocidaridae.

## Soorten
- Paurocidaris rinbianchi Zardini, 1973 †